# Стањево
Стањево је насеље у Србији у општини Александровац у Расинском округу. Према попису из 2022. има 1071 становника (према попису из 2011. било је 1192 становника).

## Демографија
У насељу Стањево живи 977 пунолетних становника, а просечна старост становништва износи 37,9 година (37,6 код мушкараца и 38,2 код жена). У насељу има 362 домаћинства, а просечан број чланова по домаћинству је 3,44.
Ово насеље је скоро потпуно насељено Србима (према попису из 2002. године). У другој половини 20. века приметан је значајан пораст броја становника у селу.
|  |

| Демографија | Демографија | Демографија |
| Година      | Становника  | Становника  |
| ----------- | ----------- | ----------- |
| 1948.       | 315         |             |
| 1953.       | 363         |             |
| 1961.       | 352         |             |
| 1971.       | 676         |             |
| 1981.       | 991         |             |
| 1991.       | 1.197       | 1.156       |
| 2002.       | 1.244       | 1.337       |
| 2011.       | 1.192       |             |
| 2022.       | 1.071       |             |

| Етнички састав према попису из 2002.‍ | Етнички састав према попису из 2002.‍ | Етнички састав према попису из 2002.‍ | Етнички састав према попису из 2002.‍ | Етнички састав према попису из 2002.‍ |
| ------------------------------------ | ------------------------------------ | ------------------------------------ | ------------------------------------ | ------------------------------------ |
|                                      |                                      |                                      |                                      |                                      |
| Срби                                 | Срби                                 |                                      | 1.238                                | 99,51%                               |
| непознато                            | непознато                            |                                      | 4                                    | 0,32%                                |

| Година пописа     | 1948. | 1953. | 1961. | 1971. | 1981. | 1991. | 2002. |
| ----------------- | ----- | ----- | ----- | ----- | ----- | ----- | ----- |
| Број домаћинстава | 48    | 66    | 67    | 182   | 265   | 295   | 362   |

| Број чланова      | 1  | 2  | 3  | 4   | 5  | 6  | 7 | 8 | 9 | 10 и више | Просек |
| ----------------- | -- | -- | -- | --- | -- | -- | - | - | - | --------- | ------ |
| Број домаћинстава | 37 | 78 | 64 | 110 | 36 | 28 | 4 | 3 | 1 | 1         | 3,44   |

| Пол    | Укупно | Неожењен/Неудата | Ожењен/Удата | Удовац/Удовица | Разведен/Разведена | Непознато |
| ------ | ------ | ---------------- | ------------ | -------------- | ------------------ | --------- |
| Мушки  | 516    | 139              | 346          | 25             | 6                  | 0         |
| Женски | 511    | 80               | 348          | 70             | 12                 | 1         |
| УКУПНО | 1.027  | 219              | 694          | 95             | 18                 | 1         |

| Пол    | Укупно                    | Пољопривреда, лов и шумарство | Рибарство                            | Вађење руде и камена | Прерађивачка индустрија       |
| ------ | ------------------------- | ----------------------------- | ------------------------------------ | -------------------- | ----------------------------- |
| Мушки  | 256                       | 42                            | 0                                    | 0                    | 129                           |
| Женски | 171                       | 31                            | 0                                    | 0                    | 89                            |
| УКУПНО | 427                       | 73                            | 0                                    | 0                    | 218                           |
| Пол    | Производња и снабдевање   | Грађевинарство                | Трговина                             | Хотели и ресторани   | Саобраћај, складиштење и везе |
| Мушки  | 0                         | 18                            | 8                                    | 5                    | 8                             |
| Женски | 0                         | 4                             | 20                                   | 2                    | 1                             |
| УКУПНО | 0                         | 22                            | 28                                   | 7                    | 9                             |
| Пол    | Финансијско посредовање   | Некретнине                    | Државна управа и одбрана             | Образовање           | Здравствени и социјални рад   |
| Мушки  | 0                         | 2                             | 19                                   | 5                    | 1                             |
| Женски | 1                         | 2                             | 1                                    | 4                    | 12                            |
| УКУПНО | 1                         | 4                             | 20                                   | 9                    | 13                            |
| Пол    | Остале услужне активности | Приватна домаћинства          | Екстериторијалне организације и тела | Непознато            | Непознато                     |
| Мушки  | 9                         | 0                             | 0                                    | 10                   | 10                            |
| Женски | 3                         | 0                             | 0                                    | 1                    | 1                             |
| УКУПНО | 12                        | 0                             | 0                                    | 11                   | 11                            |